# Collaroy
Collaroy ist ein Vorort im Norden von Sydney im Bundesstaat New South Wales, Australien. Er liegt rund 19,5 Kilometer nordöstlich der City of Sydney. In der Volkszählung im Jahr 2021 wurden in diesem Vorort 7.944 Einwohner gezählt.

## Geschichte
Ursprünglich gehörte Collaroy zum Vorort Narrabeen. Das Schiff S.S. Collaroy sank im Jahr 1881 in dieser Bucht. Es dauerte vier Jahre, bis der stählerne Schaufelraddampfer erfolgreich geborgen und wieder in Dienst gestellt wurde. Der Vorort wurde erst in den frühen 1900er Jahren umbenannt.
Im Jahr 1942 erwartete Australien im Zweiten Weltkrieg eine Landung der Streitkräfte des Japanischen Kaiserreiches. Der Strand wurde mit Sperranlagen gegen eine Landung ausgerüstet und nächtens wurde verdunkelt. Dies hatte zur Folge, dass ein neuseeländisches Schiff am Strand auf Grund lief.

## Geographie

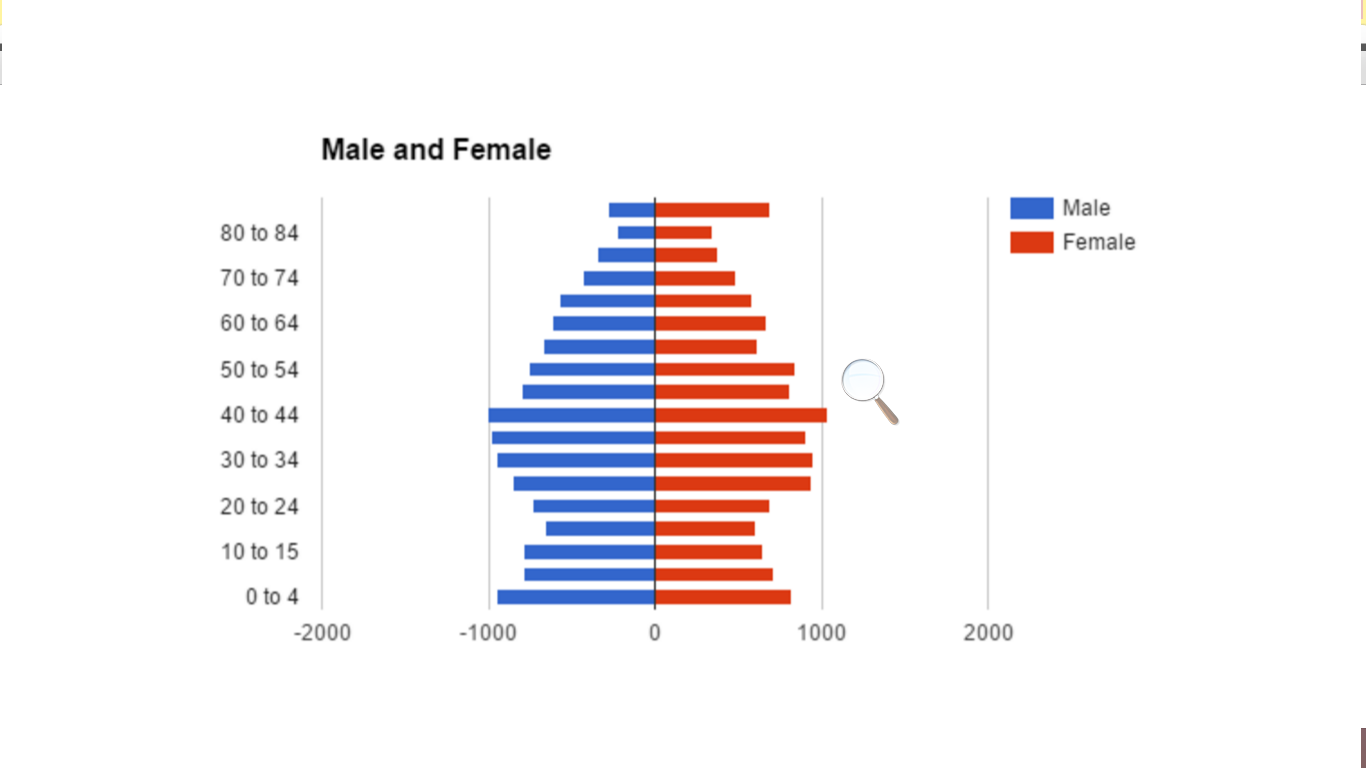
Bevölkerungspyramide von Collaroy und Narrabeen. Stand 2014

Collaroy liegt zwischen Long Reef im Süden und Narrabeen im Norden. Im Osten liegt es an der australischen Grenze und im Westen liegt das Collaroy Plateau.

### Strand

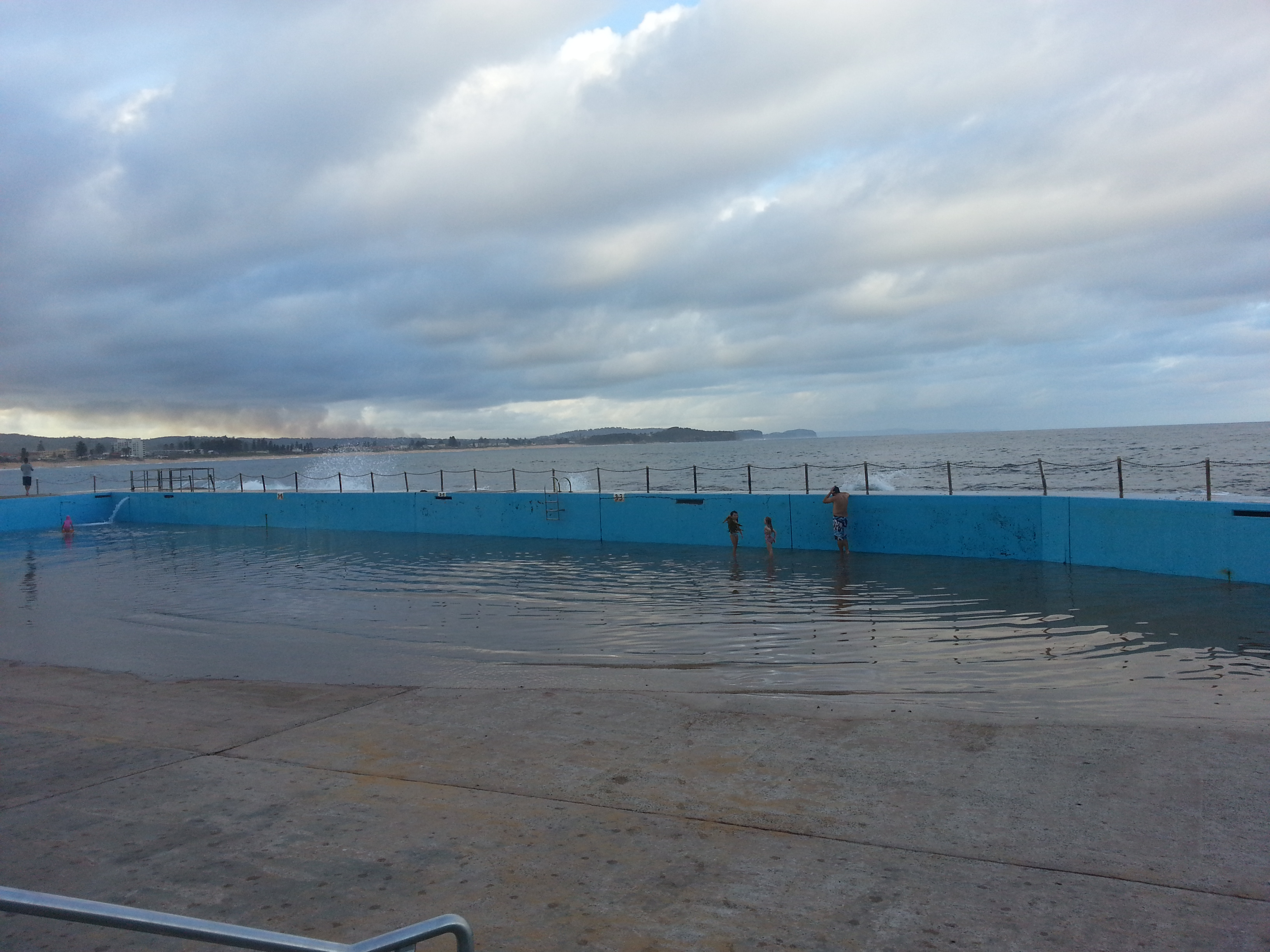
Collaroy Rockpool während der Reinigung. Normalerweise ist die Wasseroberfläche einen Meter höher.

Collaroy Beach, der Strand von Collaroy, zieht sich einen Kilometer an der australischen Ostküste der Tasmansee entlang. Der Strand hat keine eigene Bucht, sondern ist direkt mit Narrabeen verbunden. Zwischen der noch zu Collaroy gehörenden Fisherman’s Bay und dem Collaroy Beach ist ein sogenannter Rockpool, ein Schwimmbecken, das in den vorhandenen Fels gehauen wurde. Der Rockpool besteht aus einem 50×25-Meter-Becken und einem dreieckförmigen Becken.

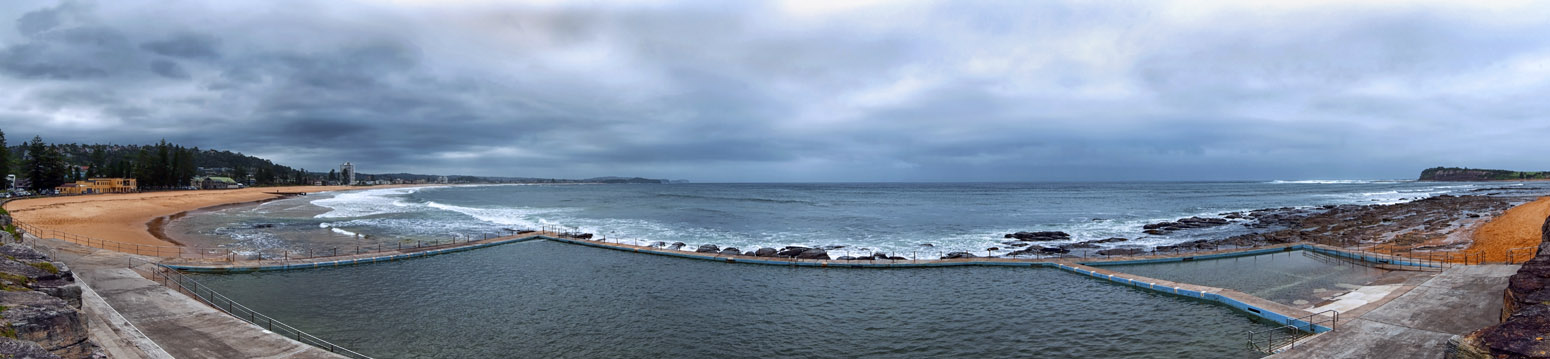
Rockpool

Das Strandgebiet von Collaroy und die küstennah erbauten Gebäude, wie auch die gesamte Nordküste von Sydney, sind stark von Erosionsprozessen bedroht. Durch Stürme in den Jahren 1920, 1945, 1967, 1974 und 2016 wurden auch Gebäude des Ortes beschädigt.
Am 6. Juni 2016 trafen in einem Sturm bis zu 8 Meter hohe Wellen auf den Strand von Collaroy. Dabei erodierten sie die Strandlinie um bis zu 50 Meter zurück. Seewasser drang bis in die Straßen des Orts ein. Die Wellen beschädigten sieben küstennah gelegene Wohngebäude, Anlagen und die Gebäude des Collaroy Surf Club und des nahe gelegenen Collaroy Beach Club in ihrer Substanz. Personen aus sieben Häusern und aus einem Wohnblock mussten im Verlauf des Sturms evakuiert werden.

#### Fisherman’s Bay
Fisherman’s Bay ist der Strand, der zwar mit dem Collaroy-Strand hinter dem Rockpool verbunden ist, aber als eigener Strand gewertet wird. Fisherman's Bay ist allerdings kein eigener Vorort. Er ist ohne den Collaroy Beach 880 m lang und mit einem Steinplateau mit Long Reef verbunden.

## Freizeit

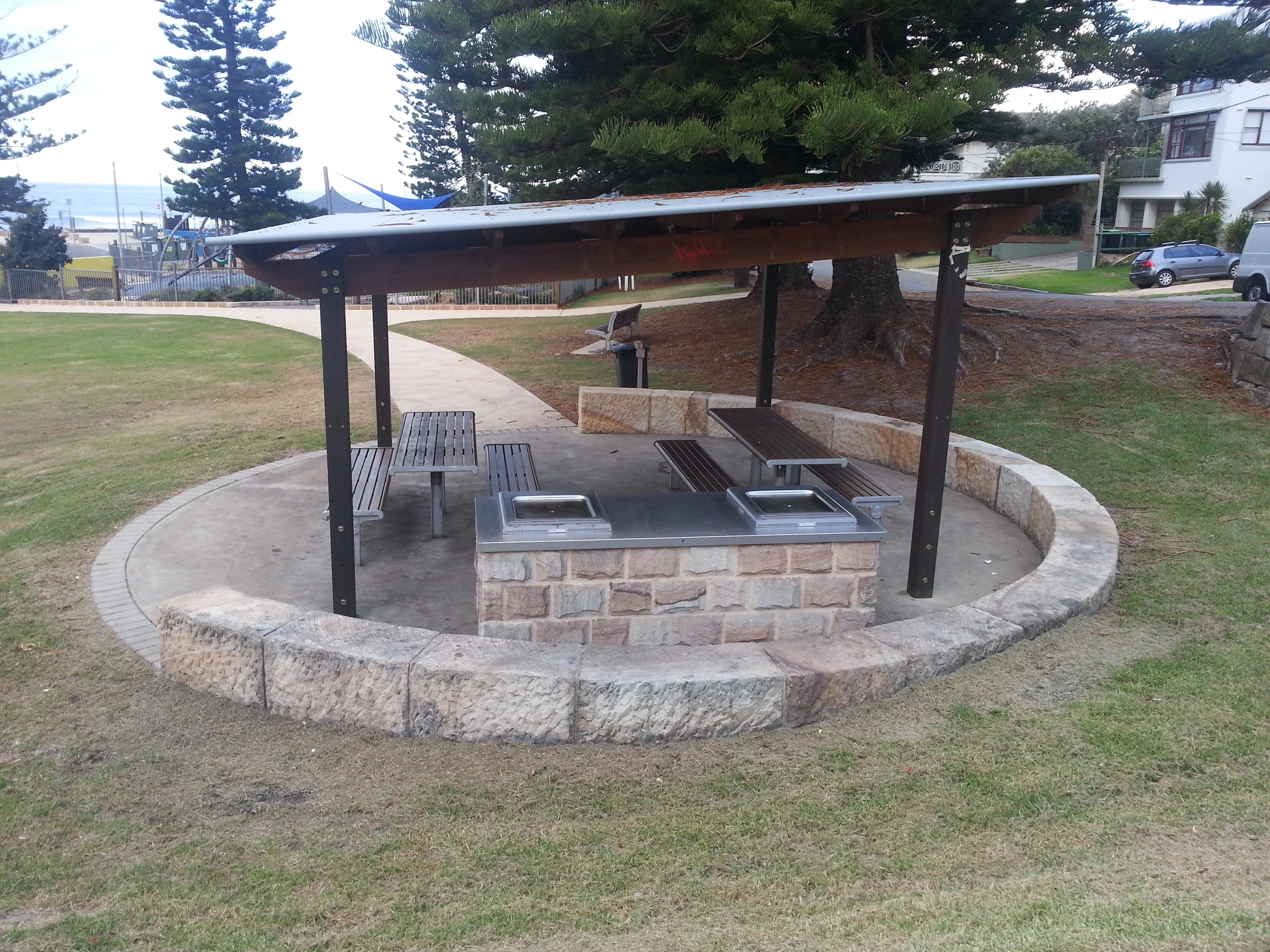
Eine der zahlreichen öffentlichen Grillstationen in Collaroy

Vor dem Strand gibt es einen kleinen Park, der zum Skateboardfahren, Fußballspielen, Picknicken und anderen Freizeitaktivitäten benutzt wird. Die Grillstationen können kostenlos benutzt werden. Dort gibt es auch einen Spielplatz.

### Sport
In Collaroy und auf dem Collaroy Plateau gibt es einen Tennisclub, einen Cricketclub und einen lokalen Schwimmclub, der abends gelegentlich „Swimming Carnevals“ im Rockpool veranstaltet. Der Collaroy Beach ist bei Surfern sehr beliebt.

## Verkehrsanbindung
Collaroy liegt an der Pittwater Road, der Küstenhauptstraße, und ist somit mit ganz Northern Beaches verbunden. Auf dieser Straße fahren die Buslinien L88 und L90 von Palm Beach über Collaroy in die Innenstadt von Sydney. Collaroy besitzt keinen eigenen Fährhafen.

## Persönlichkeiten
- Gabriella Da Silva Fick (* 2000), Tennisspielerin